# Фюсли, Иоганн Генрих
Иога́нн Ге́нрих Фю́сли, также Ге́нри Фу́зели (нем. Johann Heinrich Füssli, Johann Heinrich Fusely, 7 февраля 1741, Цюрих — 16 апреля 1825, Лондон) — швейцарский и английский рисовальщик и живописец, историк и теоретик искусства. Фюсли считается одним из главных новаторов живописи рубежа XVIII-XIX веков, а его творчество, наряду с творчеством Уильяма Блейка, — ранним проявлением романтизма в английском искусстве.

## Биография
Фюсли родился в Швейцарии, в Цюрихе. Он был вторым ребёнком из восемнадцати детей в семье живописца и писателя Иоганна Каспара Фюссли (1706—1782) и его жены Элизабет Васер. Его сёстры Элизабет и Анна Фюссли также стали художницами. Отец Иоганна Генриха известен как мастер портретов и пейзажей, а также в качестве автора книг по истории живописи в Швейцарии. Он предназначал Генриха для духовной карьеры и отправил его в колледж Каролин (Caroline college) в Цюрихе, где сын получил прекрасное классическое образование. Одним из его одноклассников был его ровесник, будущий богослов и поэт Иоганн Каспар Лафатер, который стал его близким другом.
Иоганн Генрих Фюсли изучал богословие, старые и новые языки; под влиянием И. Я. Бодмера увлёкся эпической поэзией Гомера, Данте Алигьери, Уильяма Шекспира и Джона Мильтона. В 1761 году Фюсли был рукоположён в сан священника евангелической церкви. В двадцать лет он стал пастором в Цюрихе, но был вынужден покинуть страну после того, как помог Лафатеру разоблачить несправедливого магистрата, чья могущественная семья стремилась ему отомстить.
Фюсли путешествовал по Германии, учился живописи в Берлине. Затем, в 1765 году, посетил Англию. Там он познакомился с сэром Джошуа Рейнольдсом, которому показал свои рисунки. Следуя совету Рейнольдса, Фюсли решил полностью посвятить себя искусству. В 1770 году он совершил художественное паломничество в Италию, где оставался до 1778 года, изменив своё имя с Фюсли на более итальянское Фузели (Fuseli), которое стало также привычным для Англии. В Италии Фузели познакомился с Антоном Рафаэлем Менгсом. В Риме, помимо древностей, он с восторгом изучал произведения великого Микеланджело.
В начале 1779 года Иоганн Фузели вернулся в Великобританию, по пути заехав в Цюрих. В Лондоне он уже был знаменитым художником и нашёл заказ, ожидавший его от издателя гравюр Джона Бойделла, который тогда создавал свою «Шекспировскую галерею». Фузели написал несколько картин для Бойделла; опубликовал английский перевод работы Лафатера по физиогномике. Он также оказал ценную помощь поэту Уильяму Куперу в подготовке перевода на английский язык сочинений Гомера. В 1788 году Фузели женился на Софии Роулинз (одной из его моделей). В том же году был принят в Королевскую академию искусств в Лондоне, а в 1799 году был назначен профессором живописи академии. Преподавал с перерывами до 1805 года, а затем снова в 1810—1825 годах. С 1804 по 1825 год Иоганн Фузели выполнял обязанности хранителя картинной галереи Академии, а также занимался написанием теоретических сочинений по искусству живописи.
Британская писательница, феминистка Мэри Уолстонкрафт (Фузели писал её портрет) преследовала его и планировала поездку с ним в Париж, но после вмешательства Софии дверь Фузели для неё была закрыта навсегда. Позднее Фузели скажет: «Я ненавижу умных женщин. Они доставляют одни неприятности».
В воскресенье, 10 апреля 1825 года, Фузели почувствовал себя плохо, врачи не могли определить его болезнь. В среду он говорил с г-ном Джоном Ноулзом, который также стал его душеприказчиком, и скончался на следующий день. Его тело доставили в Сомерсет-хаус. 25 апреля он был похоронен в южном склепе собора Святого Павла рядом со своими друзьями: сэром Джошуа Рейнольдсом и Джоном Опи.

## Творчество
Фюсли воспитывался на идеалах искусства неоклассицизма, книгах И. И. Винкельмана и живописи А. Р. Менгса. Он перевёл на английский язык статью Винкельмана "«Мысли по поводу подражания греческим произведениям в живописи и скульптуре», анонимно издал книгу «Заметки о сочинениях и поступках Жан-Жака Руссо» (1767). При несомненном интересе к классической древности и тяге к итальянской классике он иллюстрировал сочинения Шекспира и поэзию Блейка. В его картинах («Кошмар», 1781; «Спящая и фурии», 1821), заметно пристрастие к мрачно-фантастическим сюжетам, заимствованным из литературы, фольклора и мифологии, гротескному изображению состояний страха и безумия, сверхъестественных существ (демонов, ведьм, призраков).
В 1791 году создал картину «Апофеоз Пенелопы Бутби», где изобразил по просьбе отца умершей шестилетней девочки в аллегорической форме её смерть и встречу с Ангелом, который унесёт её в небесное царство. В 1799 году Фузели выставил серию из сорока семи картин на романтические темы по произведениям Джона Мильтона, с целью создания галереи Мильтона, сопоставимой с галереей Шекспира Бойделла. Выставка оказалась неудачной и закрылась в 1800 году. Однако Антонио Канова во время своего визита в Англию был впечатлён работами Фузели и по возвращении в Рим в 1817 году настоял на избрании его почётным членом Академии Святого Луки.
Многие из живописных произведений Фузели, пронизаны мрачной фантастикой, например знаменитая серия картин на тему ночных кошмаров. Поэтому историки искусства справедливо рассматривают этого «странного художника» как предшественника европейского романтизма и даже викторианской сказочной живописи второй половины XIX века. Существует также мнение, что более всего «индивидуальный стиль Фюсли проявился в рисунке, где своеобразно сочетаются немецкая экспрессивность, болезненная фантазия, гротеск, романтическое стремление к загадочному и, иногда, чисто английский юмор. Причудливость, интенсивность восприятия, одержимость жуткими, пугающими сюжетами, — все эти стороны дарования художника усиливались отсутствием академической школы. „Кошмарные“ офорты Фюсли способствовали появлению „Капричос“ Гойи и многих подобных опытов других художников. Странности стиля привносили в творчество Фюсли беспокойство, граничащее со мрачным символизмом».
И. В. Гёте, называя Фюсли «моим дорогим другом», заметил: «У Фюсли поэзия и живопись в постоянном противоречии… Его ценят как поэта, а как художник он оставляет зрителя неудовлетворённым… манерность во всём». Поэт воспринимал Фюсли только как «талантливого маньериста, пародирующего самого себя», хотя и коллекционировал его рисунки.
Творчество Фюсли оказало значительное влияние на многих молодых британских художников, включая Уильяма Блейка. Его кончину в 1825 году считают завершением эпохи романтизма в английском искусстве. Однако уже в середине XIX века этот странный художник был забыт. Интерес к нему возобновился только в начале XX века в связи с развитием экспрессионизма и сюрреализма в живописи и графике.
Учениками Фюсли были Теодор фон Холст и Дэвид Уилки.

## Галерея
- Королева судьбы является принцу Артуру. 1769. Тушь, акварель. Частное собрание
- Сон пастуха. 1786. Мел, чернила, сангина. Альбертина, Вена
- Ахилл в поисках тени Патрокла. 1803. Холст, масло. Кунстхаус, Цюрих
- Сатана и смерть с вмешательством греха. 1800. Холст, масло. Художественный музей, Лос-Анджелес
- Теодор встречает в лесу призрак своего предка Гвидо Кавальканти. Ок. 1783. Холст, масло. Национальный музей западного искусства, Токио
- Дидона. 1781. Холст, масло. Йельский центр британского искусства
- Ночной кошмар. 1781. Холст, масло. Детройтский институт искусств
- Ночной кошмар. 1790—1791. Холст, масло. Гётехаус, Франкфурт-на-Майне
- Ночной кошмар. Гравюра по картине И. Г. Фюсли
- Инкуб. По рисунку Фюсли. Автор гравюры неизвестен
- Макбет. Акт 1, сцена 3. Странные сёстры. Ок.1783. Холст, масло. Королевский Шекспировский театр, Лондон
- Ночная ведьма в гостях у ведьм из Лапландии. 1796. Холст, масло. Метрополитен-музей, Нью-Йорк

## Интересные факты
- В приёмной Зигмунда Фрейда висела репродукция картины Фюзели «Кошмар».
- По словам Хораса Уолпола, Фюзели был «поразительно безумен, безумен как никогда, безумен целиком и полностью».